# Pippo giochi pazzi
Pippo giochi pazzi (Goofy's Fun House) è un videogioco d'azione per PlayStation incentrato su Pippo, personaggio della Disney, pubblicato nel 2001 da NewKidCo in Nord America e da Ubi Soft Entertainment in Europa. Venne sviluppato dalla software house britannica The Code Monkeys, che ha curato pure l'animazione assieme allo studio statunitense Creative Capers.
Il titolo risultò vincitore di un premio ai Parents' Choice Awards organizzati dalla Parents' Choice Foundation. La voce italiana di Pippo nel gioco é prestata da Roberto Pedicini, nei cartoni sbloccabili è prestata dal doppiatore Vittorio Amandola.

## Modalità di gioco
Il giocatore impersona Pippo, il quale semplicemente esplora i quindici ambienti della sua casa. Lui cerca in lungo e in largo delle pellicole, interagendolo coi mobili, gli elettrodomestici e molto altro, alle volte portando a risolvere dei semplici enigmi. Oltre a ciò, sempre nell'abitazione sono presenti otto dei quindici vari oggetti: raccogliendoli andranno inseriti come fossero pezzi di puzzle ai cinque ritratti nella stanza dei giochi.
Grazie ad essi si ha l'opportunità di giocare in sei differenti minigiochi tra fare una partita a golf, mettersi a pescare, affrontare una discesa libera, tirare alla fune con Bowser (il cane di Pippo), catturare dei vermi, guidare in auto e, per ultimo, permettere che Bowser vinca uno show dei cani. Se il giocatore riesce a vincerli riceve gli ultimi sette di questi oggetti, conseguentemente aggiunti ai ritratti in questione; soddisfando su alcuni l'obiettivo imposto una pellicola è data come bonus. Una volta riempiti tutti, per ogni associato ritratto sarà possibile godere la visione di cinque corti d'animazione con protagonista appunto Pippo.
Infine, un sesto corto viene ottenuto quando vengono prese almeno 60 pellicole su un totale di 63.

## Cortometraggi
Questa è la lista dei cartoni animati classici contenuti nel videogioco:
- L'arte dell'autodifesa (1941)
- L'arte di sciare (1941)
- Pippo e la pesca (1942)
- Lezioni di golf (1944)
- La grande doccia (1948) [extra]
- Il migliore amico dell'uomo (1952)